# Ziranda Madrigal
Ziranda Madrigal Álvarez-Ugena (nascido em 25 de março de 1977) é um ciclista olímpico mexicano. Representou sua nação nos Jogos Olímpicos de Verão de 2000, na prova de cross-country.